# Lahn (Emslandi járás)
Lahn település Németországban, azon belül Alsó-Szászország tartományban. Lakosainak száma 887 fő (2023. december 31.). Lahn Werlte, Lähden, Hüven és Sögel községekkel határos.

## Népesség
A település népességének változása:
| Lakosok száma | 895  | 883  | 887  | 864  | 846  | 887  |
|               | 2016 | 2017 | 2019 | 2021 | 2022 | 2023 |